# Danh sách cầu thủ tham dự Cúp bóng đá Trung Mỹ 2013
Cúp bóng đá Trung Mỹ 2013 sẽ là mùa giải thứ hai của Cúp bóng đá Trung Mỹ và là thứ 12 của UNCAF-. Costa Rica là chủ nhà. Giải đấu diễn ra ngày 18 tháng 1 năm 2013 và trận chung kết diễn ra ngày 27 tháng 1 năm 2013. Mỗi đội tuyển có 21 cầu thủ, trong đó có 3 thủ môn.

## Bảng A

### Belize
Huấn luyện viên:  Leroy Sherrier Lewis
| Số | VT | Cầu thủ                | Ngày sinh (tuổi)            | Trận | Bàn | Câu lạc bộ            |
| -- | -- | ---------------------- | --------------------------- | ---- | --- | --------------------- |
|    | TM | Frank Lopez            | 3 tháng 3, 1989 (23 tuổi)   |      |     | Belize Defence Force  |
|    | TM | Woodrow West           | 19 tháng 9, 1985 (27 tuổi)  | 4    | 0   | Belmopan Bandits      |
|    |    |                        |                             |      |     |                       |
|    | HV | Dalton Eiley (captain) | 10 tháng 12, 1983 (29 tuổi) | 12   | 0   | Placencia Assassins   |
|    | HV | Shannon Flowers        | 24 tháng 7, 1985 (27 tuổi)  |      |     | Police United         |
|    | HV | Ian Gaynair            | 26 tháng 2, 1986 (26 tuổi)  | 12   | 0   | Belmopan Bandits      |
|    | HV | Cristobal Gilharry     | 2 tháng 9, 1980 (32 tuổi)   |      |     | FC Belize             |
|    | HV | San Leobardo Mendez    | 21 tháng 9, 1994 (18 tuổi)  |      |     | Verdes FC             |
|    | HV | Tyrone Pandy           | 14 tháng 1, 1986 (27 tuổi)  |      |     | Belize Defence Force  |
|    | HV | Everal Trapp           | 22 tháng 1, 1987 (25 tuổi)  | 5    | 0   | Verdes FC             |
|    |    |                        |                             |      |     |                       |
|    | TV | Jeromy James           | 11 tháng 4, 1981 (31 tuổi)  |      |     | Belmopan Bandits      |
|    | TV | Trevor Lennan          | 5 tháng 6, 1983 (29 tuổi)   | 6    | 0   | Police United         |
|    | TV | Andres Makin Jr.       | 11 tháng 4, 1992 (20 tuổi)  |      |     | Police United         |
|    | TV | Devon Makin            | 11 tháng 11, 1990 (22 tuổi) |      |     | Police United         |
|    | TV | Elroy Smith (captain)  | 30 tháng 11, 1981 (31 tuổi) | 16   | 2   | Deportes Savio        |
|    | TV | Dellon Torres          | 14 tháng 6, 1994 (18 tuổi)  |      |     | Placencia Assassins   |
|    |    |                        |                             |      |     |                       |
|    | TĐ | Russel Cassanova       | 4 tháng 4, 1991 (21 tuổi)   |      |     | San Antonio FC        |
|    | TĐ | Evan Mariano           | 20 tháng 1, 1988 (24 tuổi)  | 3    | 0   | Police United         |
|    | TĐ | Deon McCaulay          | 20 tháng 9, 1987 (25 tuổi)  | 20   | 15  | R.G. City Boys United |
|    | TV | Harrison Roches        | 29 tháng 11, 1983 (29 tuổi) | 15   | 3   | Marathón              |
|    | TĐ | Ashley Torres          | 15 tháng 9, 1985 (27 tuổi)  |      |     | Placencia Assassins   |

### Costa Rica
Huấn luyện viên:  Jorge Luis Pinto

| Số | VT | Cầu thủ             | Ngày sinh (tuổi)            | Trận | Bàn | Câu lạc bộ         |
| -- | -- | ------------------- | --------------------------- | ---- | --- | ------------------ |
|    | TM | Patrick Pemberton   | 24 tháng 5, 1982 (30 tuổi)  | 5    | 0   | Alajuelense        |
|    | TM | Daniel Cambronero   | 8 tháng 1, 1986 (27 tuổi)   | 2    | 0   | Herediano          |
|    | TM | Jorge Jara          | 3 tháng 3, 1996 (16 tuổi)   | 0    | 0   | Saprissa           |
|    |    |                     |                             |      |     |                    |
|    | HV | Michael Umaña       | 16 tháng 7, 1982 (30 tuổi)  | 50   | 0   | Comunicaciones     |
|    | HV | José Salvatierra    | 10 tháng 10, 1989 (23 tuổi) | 20   | 0   | Alajuelense        |
|    | HV | Giancarlo González  | 8 tháng 2, 1988 (24 tuổi)   | 14   | 1   | Valerenga          |
|    | HV | Christopher Meneses | 2 tháng 5, 1990 (22 tuổi)   | 4    | 0   | Alajuelense        |
|    | HV | Pablo Salazar       | 21 tháng 11, 1982 (30 tuổi) | 1    | 0   | Herediano          |
|    | HV | Juan Diego Madrigal | 21 tháng 5, 1987 (25 tuổi)  | 0    | 0   | Santos de Guápiles |
|    | HV | Waylon Francis      | 25 tháng 9, 1988 (24 tuổi)  | 0    | 0   | Herediano          |
|    |    |                     |                             |      |     |                    |
|    | TV | Celso Borges        | 27 tháng 5, 1988 (24 tuổi)  | 40   | 10  | AIK                |
|    | TV | Rodney Wallace      | 17 tháng 6, 1988 (24 tuổi)  | 9    | 2   | Portland Timbers   |
|    | TV | Yeltsin Tejeda      | 17 tháng 3, 1992 (20 tuổi)  | 8    | 0   | Saprissa           |
|    | TV | Luis Miguel Valle   | 11 tháng 5, 1989 (23 tuổi)  | 2    | 0   | Alajuelense        |
|    | TV | Ariel Rodríguez     | 22 tháng 4, 1986 (26 tuổi)  | 0    | 0   | Pérez Zeledón      |
|    | TV | Osvaldo Rodríguez   | 17 tháng 12, 1990 (22 tuổi) | 0    | 0   | Santos de Guápiles |
|    | TV | Delberth Cameron    | 25 tháng 9, 1981 (31 tuổi)  | 0    | 0   | Limón              |
|    |    |                     |                             |      |     |                    |
|    | TĐ | Álvaro Saborío      | 22 tháng 3, 1982 (30 tuổi)  | 76   | 29  | Real Salt Lake     |
|    | TĐ | Randall Brenes      | 13 tháng 8, 1983 (29 tuổi)  | 27   | 7   | Cartaginés         |
|    | TĐ | Jairo Arrieta       | 25 tháng 8, 1983 (29 tuổi)  | 4    | 0   | Columbus Crew      |
|    | TĐ | Cristian Lagos      | 17 tháng 8, 1984 (28 tuổi)  | 1    | 0   | Saprissa           |

### Guatemala
Huấn luyện viên:  Ever Hugo Almeida
| Số | VT | Cầu thủ               | Ngày sinh (tuổi)            | Trận | Bàn | Câu lạc bộ          |
| -- | -- | --------------------- | --------------------------- | ---- | --- | ------------------- |
|    | TM | Paulo César Motta     | 29 tháng 3, 1982 (30 tuổi)  | 12   | 0   | Antigua             |
|    | TM | Cristian Álvarez      | 21 tháng 5, 1982 (29 tuổi)  | 2    | 0   | Municipal           |
|    | TM | Jaime Carbajal        | 7 tháng 2, 1986 (26 tuổi)   | 1    | 0   | USAC                |
|    |    |                       |                             |      |     |                     |
|    | HV | Claudio Albizuris     | 1 tháng 6, 1981 (31 tuổi)   | 36   | 1   | Municipal           |
|    | HV | Cristian Noriega      | 20 tháng 3, 1987 (24 tuổi)  | 29   | 0   | Municipal           |
|    | HV | Elías Vásquez         | 18 tháng 6, 1992 (20 tuổi)  | 11   | 0   | Comunicaciones      |
|    | HV | Rubén Morales         | 4 tháng 6, 1987 (25 tuổi)   | 4    | 0   | Cobán Imperial      |
|    | TV | Hector Moreira        | 27 tháng 12, 1987 (25 tuổi) | 1    | 0   | USAC                |
|    |    |                       |                             |      |     |                     |
|    | TV | José Manuel Contreras | 19 tháng 1, 1986 (26 tuổi)  | 41   | 2   | Comunicaciones      |
|    | TV | Jonathan López        | 10 tháng 5, 1988 (24 tuổi)  | 27   | 0   | Marquense           |
|    | TV | Wilfred Velásquez     | 10 tháng 9, 1985 (27 tuổi)  | 27   | 0   | Suchitepéquez       |
|    | TV | Marco Ciani           | 7 tháng 3, 1987 (25 tuổi)   | 12   | 0   | C.S.D. Municipal    |
|    | TV | Nelson Miranda        | 21 tháng 12, 1990 (22 tuổi) | 2    | 0   | Heredia             |
|    | TV | Sergio Trujillo       | 19 tháng 11, 1987 (25 tuổi) | 2    | 0   | Municipal           |
|    | TV | David Espinoza        | 17 tháng 8, 1980 (32 tuổi)  | 1    | 0   | Heredia             |
|    |    |                       |                             |      |     |                     |
|    | TĐ | Minor López           | 1 tháng 2, 1987 (25 tuổi)   | 22   | 5   | Deportivo Marquense |
|    | TĐ | Jairo Arreola         | 20 tháng 9, 1985 (27 tuổi)  | 14   | 0   | Comunicaciones      |
|    | TĐ | Robin Bethancourt     | 25 tháng 11, 1991 (21 tuổi) | 1    | 0   | Heredia             |
|    | TV | Kevin Arriola         | 3 tháng 8, 1991 (21 tuổi)   | 1    | 0   | Xelajú              |
|    | TĐ | Kendel Herrarte       | 6 tháng 4, 1992 (20 tuổi)   | 0    | 0   | Comunicaciones      |
|    | TĐ | Edward Santeliz       | 18 tháng 6, 1987 (25 tuổi)  | 0    | 0   | Malacateco          |

### Nicaragua
Huấn luyện viên:  Enrique Llena
| Số | VT | Cầu thủ                        | Ngày sinh (tuổi)            | Trận | Bàn | Câu lạc bộ                     |
| -- | -- | ------------------------------ | --------------------------- | ---- | --- | ------------------------------ |
| 1  | TM | Denis Espinoza                 | 25 tháng 8, 1983 (29 tuổi)  | 22   | 1   | Deportivo Walter Ferretti      |
| 12 | TM | Justo Lorente                  | 27 tháng 2, 1984 (28 tuổi)  |      |     | Real Esteli                    |
| 22 | TM | Josimar Narváez                |                             |      |     | Diriangén                      |
|    |    |                                |                             |      |     |                                |
| 3  | HV | Josue Quijano                  | 10 tháng 3, 1991 (21 tuổi)  | 8    | 0   | Deportivo Walter Ferretti      |
| 7  | HV | Donald Parrales                | 28 tháng 11, 1989 (23 tuổi) | 4    | 0   | Deportivo Walter Ferretti      |
| 2  | HV | Maximo Gamez                   | 28 tháng 11, 1989 (23 tuổi) | 1    | 0   | Managua                        |
| 23 | HV | Marlon Medina                  | 6 tháng 3, 1985 (27 tuổi)   | 1    | 0   | Real Estelí                    |
| 19 | HV | Salvador García Acuña          | 13 tháng 3, 1982 (30 tuổi)  | 1    | 0   | Real Estelí                    |
| 6  | HV | Alejandro Tapia                | 28 tháng 3, 1993 (19 tuổi)  | 1    | 0   | Diriangén                      |
| 20 | HV | Nasser Ivan Valverde Baltodano | 4 tháng 1, 1993 (20 tuổi)   | 0    | 0   | Diriangén                      |
|    |    |                                |                             |      |     |                                |
| 17 | TV | Felix Zeledón                  | 24 tháng 11, 1983 (29 tuổi) | 16   | 1   | Deportivo Walter Ferretti      |
| 8  | TV | Félix Rodríguez                | 27 tháng 4, 1984 (28 tuổi)  | 10   | 2   | Real Estelí                    |
| 10 | TV | David Solorzano                | 5 tháng 11, 1980 (32 tuổi)  | 18   | 1   | Diriangén                      |
| 13 | TV | Elvis Pinel                    | 22 tháng 3, 1992 (20 tuổi)  | 1    | 0   | Real Estelí                    |
| 8  | TV | Manuel Rosas                   | 10 tháng 8, 1986 (26 tuổi)  | 0    | 0   | Real Estelí                    |
| 18 | TV | Axel Villanueva                | 10 tháng 8, 1989 (23 tuổi)  | 8    | 2   | Deportivo Walter Ferretti      |
|    |    |                                |                             |      |     |                                |
| 4  | TĐ | Samuel Wilson                  | 4 tháng 4, 1983 (29 tuổi)   | 20   | 4   | Real Estelí                    |
| 11 | TĐ | Daniel Reyes                   | 21 tháng 7, 1990 (22 tuổi)  | 4    | 2   | Esporte Clube Tigres do Brasil |
| 14 | TĐ | Henry Garcia                   | 21 tháng 7, 1990 (22 tuổi)  | 2    | 0   | Juventus Managua               |
| 16 | TĐ | Raúl Leguías                   | 9 tháng 10, 1982 (30 tuổi)  | 7    | 2   | Bravos do Maquis               |
| 19 | TĐ | Carlos Chavarría               | 9 tháng 10, 1993 (19 tuổi)  | 0    | 0   | Real Estelí F.C.               |

## Bảng B

### El Salvador
Huấn luyện viên:  Agustín Castillo
| Số | VT | Cầu thủ            | Ngày sinh (tuổi)            | Trận | Bàn | Câu lạc bộ             |
| -- | -- | ------------------ | --------------------------- | ---- | --- | ---------------------- |
|    | TM | Dagoberto Portillo | 16 tháng 11, 1979 (33 tuổi) | 22   | 0   | Luis Angel Firpo       |
|    | TM | Derby Carrillo     | 19 tháng 9, 1987 (25 tuổi)  | 0    | 0   | Santa Tecla            |
|    | TM | Luis Contreras     | 27 tháng 10, 1982 (30 tuổi) | 0    | 0   | FAS                    |
|    |    |                    |                             |      |     |                        |
|    | HV | Xavier Garcia      | 26 tháng 6, 1990 (22 tuổi)  | 29   | 1   | Luis Ángel Firpo       |
|    | HV | José Henríquez     | 24 tháng 5, 1987 (25 tuổi)  | 25   | 0   | Águila                 |
|    | HV | Carlos Monteagudo  | 29 tháng 4, 1985 (27 tuổi)  | 22   | 1   | Luis Ángel Firpo       |
|    | HV | Milton Molina      | 2 tháng 2, 1989 (23 tuổi)   | 5    | 0   | Isidro Metapán         |
|    | HV | Alexander Larin    | 27 tháng 6, 1992 (20 tuổi)  | 4    | 0   | FAS                    |
|    | HV | Néstor Renderos    | 10 tháng 9, 1988 (24 tuổi)  | 0    | 0   | FAS                    |
|    | HV | José Granadino     | 28 tháng 9, 1988 (24 tuổi)  | 0    | 0   | FAS                    |
|    |    |                    |                             |      |     |                        |
|    | TV | Cristian Castillo  | 27 tháng 7, 1984 (28 tuổi)  | 43   | 3   | Alianza                |
|    | TV | Andrés Flores      | 31 tháng 8, 1990 (22 tuổi)  | 24   | 0   | Isidro Metapán         |
|    | TV | Isidro Gutiérrez   | 21 tháng 10, 1989 (23 tuổi) | 9    | 2   | Águila                 |
|    | TV | Herbert Sosa       | 11 tháng 1, 1990 (23 tuổi)  | 9    | 2   | Alianza                |
|    | TV | Darwin Ceren       | 31 tháng 12, 1989 (23 tuổi) | 5    | 0   | Juventud Independiente |
|    | TV | Darwin Bonilla     | 6 tháng 8, 1990 (22 tuổi)   | 0    | 0   | Águila                 |
|    | TV | Gerson Mayén       | 9 tháng 2, 1989 (23 tuổi)   | 0    | 0   | FAS                    |
|    | TV | Richard Menjivar   | 31 tháng 12, 1990 (22 tuổi) | 0    | 0   | Blokhus                |
|    |    |                    |                             |      |     |                        |
|    | TĐ | Rafael Burgos      | 3 tháng 6, 1988 (24 tuổi)   | 22   | 9   | Kecskeméti             |
|    | TĐ | Léster Blanco      | 17 tháng 2, 1989 (23 tuổi)  | 23   | 5   | Marathón               |
|    | TĐ | Nelson Bonilla     | 11 tháng 9, 1990 (22 tuổi)  | 7    | 2   | Alianza                |

### Honduras
Huấn luyện viên:  Luis Fernando Suárez
| Số | VT | Cầu thủ              | Ngày sinh (tuổi)            | Trận | Bàn | Câu lạc bộ             |
| -- | -- | -------------------- | --------------------------- | ---- | --- | ---------------------- |
|    | TM | Donis Escober        | 3 tháng 2, 1980 (32 tuổi)   | 17   | 0   | Olimpia                |
|    | TM | Kevin Hernández      | 21 tháng 12, 1985 (27 tuổi) | 1    | 0   | Real España            |
|    | TM | José Mendoza         | 13 tháng 4, 1989 (23 tuổi)  | 0    | 0   | Platense               |
|    |    |                      |                             |      |     |                        |
|    | HV | Víctor Bernárdez     | 24 tháng 5, 1982 (30 tuổi)  | 59   | 3   | San Jose Earthquakes   |
|    | HV | Juan Carlos Garcia   | 8 tháng 3, 1988 (24 tuổi)   | 15   | 0   | Olimpia                |
|    | HV | Brayan Beckeles      | 28 tháng 11, 1985 (27 tuổi) | 10   | 0   | Olimpia                |
|    | HV | Arnold Peralta       | 29 tháng 3, 1989 (23 tuổi)  | 6    | 0   | Vida                   |
|    | HV | Wilmer Crisanto      | 19 tháng 9, 1989 (23 tuổi)  | 5    | 0   | Victoria               |
|    | HV | Orlin Peralta        | 12 tháng 2, 1990 (22 tuổi)  | 2    | 0   | Vida                   |
|    | HV | José David Velásquez | 8 tháng 12, 1989 (23 tuổi)  | 2    | 0   | Victoria               |
|    | HV | Juan Pablo Montes    | 26 tháng 10, 1985 (27 tuổi) | 0    | 0   | Platense               |
|    |    |                      |                             |      |     |                        |
|    | TV | Óscar García         | 4 tháng 9, 1984 (28 tuổi)   | 74   | 1   | Houston Dynamo         |
|    | TV | Marvin Chávez        | 3 tháng 11, 1983 (29 tuổi)  | 30   | 3   | San Jose Earthquakes   |
|    | TV | Mario Martínez       | 30 tháng 7, 1989 (23 tuổi)  | 22   | 3   | Seattle Sounders       |
|    | TV | Miguel Castillo      | 30 tháng 9, 1989 (23 tuổi)  | 5    | 0   | Victoria               |
|    | TV | Luis Garrido         | 5 tháng 11, 1990 (22 tuổi)  | 3    | 0   | Olimpia                |
|    |    |                      |                             |      |     |                        |
|    | TĐ | Georgie Welcome      | 9 tháng 3, 1985 (27 tuổi)   | 28   | 4   | Motagua                |
|    | TĐ | Jerry Bengtson       | 8 tháng 4, 1987 (25 tuổi)   | 27   | 13  | New England Revolution |
|    | TĐ | Mitchel Brown        | 16 tháng 7, 1981 (31 tuổi)  | 2    | 0   | Marathón               |
|    | TĐ | Júnior Lacayo        | 24 tháng 8, 1995 (17 tuổi)  | 0    | 0   | Victoria               |
|    | TĐ | Luis Lobo            | 26 tháng 12, 1987 (25 tuổi) | 0    | 0   | Real España            |

### Panama
Huấn luyện viên:  Julio Dely Valdés
| Số | VT | Cầu thủ            | Ngày sinh (tuổi)            | Trận | Bàn | Câu lạc bộ             |
| -- | -- | ------------------ | --------------------------- | ---- | --- | ---------------------- |
|    | TM | Jaime Penedo       | 26 tháng 9, 1981 (31 tuổi)  | 78   | 0   | Municipal              |
|    | TM | Kevin Melgar       | 19 tháng 11, 1992 (20 tuổi) | 3    | 0   | Alianza                |
|    | TM | Álex Rodríguez     | 5 tháng 8, 1990 (22 tuổi)   | 2    | 0   | Sporting San Miguelito |
|    |    |                    |                             |      |     |                        |
|    | HV | Román Torres       | 20 tháng 3, 1986 (26 tuổi)  | 59   | 1   | Millonarios FC         |
|    | HV | Eduardo Dasent     | 12 tháng 10, 1988 (24 tuổi) | 16   | 0   | Tauro                  |
|    | HV | Jean Carlos Cedeño | 7 tháng 9, 1985 (27 tuổi)   | 15   | 0   | Alianza                |
|    | HV | Harold Cummings    | 1 tháng 3, 1992 (20 tuổi)   | 10   | 0   | Árabe Unido            |
|    | HV | Carlos Rodríguez   | 12 tháng 4, 1990 (22 tuổi)  | 8    | 0   | Chepo                  |
|    | HV | Érick Vásquez      | 8 tháng 1, 1988 (25 tuổi)   | 8    | 0   | Chorrillo              |
|    | HV | Leonel Parrish     | 16 tháng 3, 1982 (30 tuổi)  | 4    | 0   | Tauro                  |
|    | HV | Richard Dixon      | 28 tháng 3, 1992 (20 tuổi)  | 2    | 0   | Sporting San Miguelito |
|    |    |                    |                             |      |     |                        |
|    | TV | Juan Pérez         | 1 tháng 1, 1980 (33 tuổi)   | 29   | 0   | Tauro                  |
|    | TV | Alberto Quintero   | 18 tháng 12, 1987 (25 tuổi) | 26   | 2   | Chorrillo              |
|    | TV | Aníbal Godoy       | 10 tháng 2, 1990 (22 tuổi)  | 25   | 0   | Chepo                  |
|    | TV | Eybir Bonaga       | 19 tháng 5, 1986 (26 tuổi)  | 17   | 1   | San Francisco          |
|    | TV | Marcos Sánchez     | 23 tháng 12, 1989 (23 tuổi) | 14   | 1   | Tauro                  |
|    | TV | Jair Carrasquilla  | 27 tháng 4, 1984 (28 tuổi)  | 1    | 0   | Plaza Amador           |
|    |    |                    |                             |      |     |                        |
|    | TĐ | Blas Pérez         | 13 tháng 3, 1981 (31 tuổi)  | 66   | 26  | Dallas                 |
|    | TĐ | Orlando Rodríguez  | 9 tháng 8, 1984 (28 tuổi)   | 15   | 1   | Árabe Unido            |
|    | TĐ | Rolando Blackburn  | 9 tháng 1, 1990 (23 tuổi)   | 7    | 2   | Senica                 |
|    | TĐ | Alcibíades Rojas   | 15 tháng 8, 1986 (26 tuổi)  | 1    | 0   | Atlético Chiriquí      |